# Caenis martae
Caenis martae is een haft uit de familie Caenidae. De wetenschappelijke naam van de soort is voor het eerst geldig gepubliceerd in 1984 door Belfiore.
De soort komt voor in het Palearctisch gebied.